# Добро јутро пијанице
Добро јутро пијанице је шеснаести студијски албум српске фолк певачице Наде Топчагић, издат 1998. године за Зам. Албум је имао и бугарско издање за Мeџик рекордс наредне године. Пратеће вокале певале су Сузана Јовановић и Наташа Ђорђевић.

## Списак песама
| №   | Назив                           | Текст                | Музика            | Трајање |  |
| 1.  | Добро јутро пијанице            | Тешо Мркоњић         | Љубо Кешељ        |         |  |
| 2.  | Збогом срећо                    | Тешо Мркоњић         | Љубо Кешељ        |         |  |
| 3.  | Цркни, пукни                    | Миладин Богосављевић | Саша Поповић      |         |  |
| 4.  | Болујем ти од љубави            | Миодраг Ж. Илић      | Беки Бекић        |         |  |
| 5.  | У далекој земљи одрасла сам ја  | Миодраг Ж. Илић      | Љубо Кешељ        |         |  |
| 6.  | Невестино коло                  | Јасмина Адемовић     | Нинослав Адемовић |         |  |
| 7.  | Ај што си се напио              | Даре Димовски        | Саша Поповић      |         |  |
| 8.  | Не смем да шетам градом         | Миленко Јакшић       | Беки Бекић        |         |  |
| 9.  | Вредело је вредело              | Миодраг Ж. Илић      | Беки Бекић        |         |  |
| 10. | Плакала је авлија               | Миодраг Ж. Илић      | Мустафа Шабановић |         |  |
| 11. | Пазарка                         | Руждија Крупа        | Беки Бекић        |         |  |
| 12. | Дијаманти                       | Миодраг Ж. Илић      | Саша Поповић      |         |  |
| 13. | Мали господин                   | Саша Поповић         | Саша Поповић      |         |  |
| 14. | Ај што си се напио инструментал | Даре Димковски       | Саша Поповић      |         |  |